# Wskaźnik ochrony przeciwsłonecznej
Wskaźnik ochrony przeciwsłonecznej, SPF (od ang. sun protection factor) – wskaźnik służący do oznaczenia stopnia ochrony przed promieniowaniem UVB, stosowany przy produkcji kosmetyków.

## Interpretacja
Wartość wskaźnika mieści się w zakresie od 2 do 50, choć firmy kosmetyczne coraz częściej podają wyższe jego wartości. Wyznacza się go jako stosunek ilości promieniowania nadfioletowego powodującego oparzenie podczas opalania się przy użyciu filtra do ilości promieniowania powodującego takie samo oparzenie przy braku filtra. Innymi słowy, SPF 20 oznacza, że u osoby stosującej kosmetyk o takim wskaźniku ochrony przeciwsłonecznej do oparzenia dojdzie po 20-krotnie dłuższym czasie niż bez zastosowania filtra (przy założeniu stałego natężenia promieniowania w czasie ekspozycji). Kosmetyk o SPF 15 powinien zatrzymywać 93% UVB, o SPF 30 zaś 97%.
Pod względem jakości ochrony rozróżnia się stopnie ochrony:
- słaby (SPF 2–6)
- średni (SPF 8–12)
- wysoki (SPF 15–25)
- bardzo wysoki (SPF 30–50)
- ultrawysoki (SPF > 50).

## Regulacje prawne[1]
Należy podkreślić, że kosmetyki z filtrem przeciwsłonecznym nie zapewniają bezkarnego opalania, a jedynie zmniejszają ryzyko powstania oparzeń słonecznych. W Stanach Zjednoczonych amerykańska Agencja Żywności i Leków z tego powodu nie zezwala na stosowanie oznaczeń innych niż SPF 30+, nawet dla kosmetyków o wyższym wskaźniku ochrony przeciwsłonecznej. W Australii znaleźć możemy kremy z filtrem SPF 100. W krajach Unii Europejskiej zostały ograniczone do wartości 50+.
Według opinii Komisji Europejskiej na kosmetykach do opalania nie powinny się znajdować informacje sugerujące:
- 100% ochrony przed promieniowaniem nadfioletowym (sformułowania „blokada przeciwsłoneczna”, „całkowita ochrona”)
- brak konieczności ponownego nanoszenia produktu niezależnie od okoliczności („całodzienna ochrona”).

Powinny natomiast być umieszczone ostrzeżenia mówiące, że:
- nawet przy stosowaniu produktu ochrony przeciwsłonecznej niewskazane jest długotrwałe przebywanie na słońcu
- należy chronić niemowlęta i dzieci przed bezpośrednim światłem słonecznym
- produkt trzeba nanieść przed wyjściem na słońce
- dla utrzymania ochrony należy ponawiać nanoszenie produktu, zwłaszcza po spoceniu się, pływaniu lub wycieraniu ręcznikiem.